# Passageiro 57
Passenger 57 (bra/prt: Passageiro 57) é um [[filme estadunidense de ação e suspense realizado em 1992 por Kevin Hooks.